# Vysočina (powiat Chrudim)
Vysočina – gmina w Czechach, w powiecie Chrudim, w kraju pardubickim.
1 stycznia 2017 gminę zamieszkiwało 695 osób, a ich średni wiek wynosił 43,2 roku.